# ミンストレル・ショー

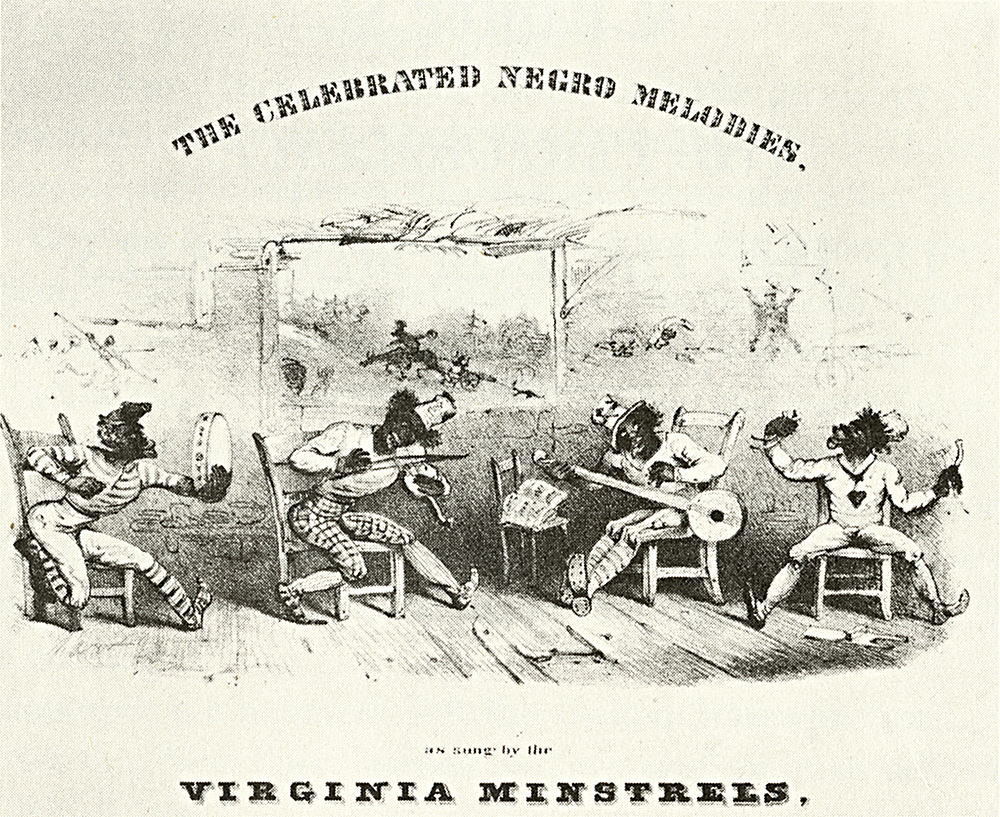
「The Celebrated Negro Melodies, as Sung by the Virginia Minstrels」のカバーからの詳細、1843年

ミンストレル・ショー（英: minstrel show）とは、顔を黒く塗った（ブラックフェイス）白人（特に南北戦争後には黒人）によって演じられた、踊りや音楽、寸劇などを交えた、アメリカ合衆国のエンターテインメントのこと。ミンストレルとは、原義では中世ヨーロッパの宮廷にいた吟遊詩人や宮廷道化師たちを指すが、アメリカではミンストレル・ショーに出演する芸人たちのことをミンストレルと呼んだ。

## 概要

### 人種差別の産物
ミンストレル・ショーは、そのステレオタイプ的でしばしば見くびったやり方で黒人を風刺した。ミンストレル・ショーは1830年代に簡単な幕間の茶番劇 (Entr'acte) として始まり、次の10年には完全な形を成した。19世紀の終わりまでには人気に陰りが出て、ヴォードヴィル・ショーに取って替わられた。職業的なエンターテインメントとしては1910年頃まで生き残り、アマチュアのものとしては地方の高校や仲間内や劇場などで1950年代まで存続した。
独立以来、アメリカでは黒人やインディアンをはじめとする有色人種に対する人種差別が合法なものとされていたが、人種差別との長い戦いの末に1964年に公民権法が施行され、有色人種が法的にも社会的にも人種差別に勝利し、政治的な影響を持つようになった結果、ミンストレルは人種差別を助長するものとして大衆性を失った。

### 劇構成
典型的なミンストレル・ショーは以下の3つの劇構成で成り立っている。最初に、一座は舞台上で踊り、気の利いた冗談を言い合って、歌を歌った。二番目には駄洒落だらけの街頭演説コメディ（Stump Speech, 後のスタンダップ・コメディの先駆となる）を含むさまざまなエンターテインメントが行われ、そして最後には、音楽付きのどたばたした農園の寸劇（スラップスティック）、または人気のある演劇のパロディで締められた。ミンストレルの歌と寸劇には、いくつかのストックキャラクターが登場した。最もポピュラーなのは、奴隷役と、色男役のダンディ（dandy）であった。
これらはさらにサブキャラクターに分類された。例えばそれは母ちゃん役のマミー（mammy）で、彼女の対になるキャラクターには黒人の老人（old darky）、挑発的なムラート娘（mulatto wench）、あるいは黒人兵士などがいた。ミンストレル（ショーの出演者）たちは、彼らの歌と踊りは黒人のそれに由来していると主張したが、黒人からの影響の程度については議論の余地がある。ジュビリー（jubilee）と呼ばれた霊歌は、1870年代にはレパートリーとして加わり、ミンストレル・ショーで使われたまぎれもない最初の黒人音楽となった。
ミンストレル・ショーは、明白なアメリカ演劇の形式の最初のものである。1830年代と1840年代には、それはアメリカの音楽産業の出現の核であり、数十年の間、白人の黒人に対する見方を提供した。一方では、それは人種差別の側面を強く持ち、また他方では、初めて黒人の民俗文化の側面をはっきりと自覚させたのである。

## 歴史

### 初期の発展

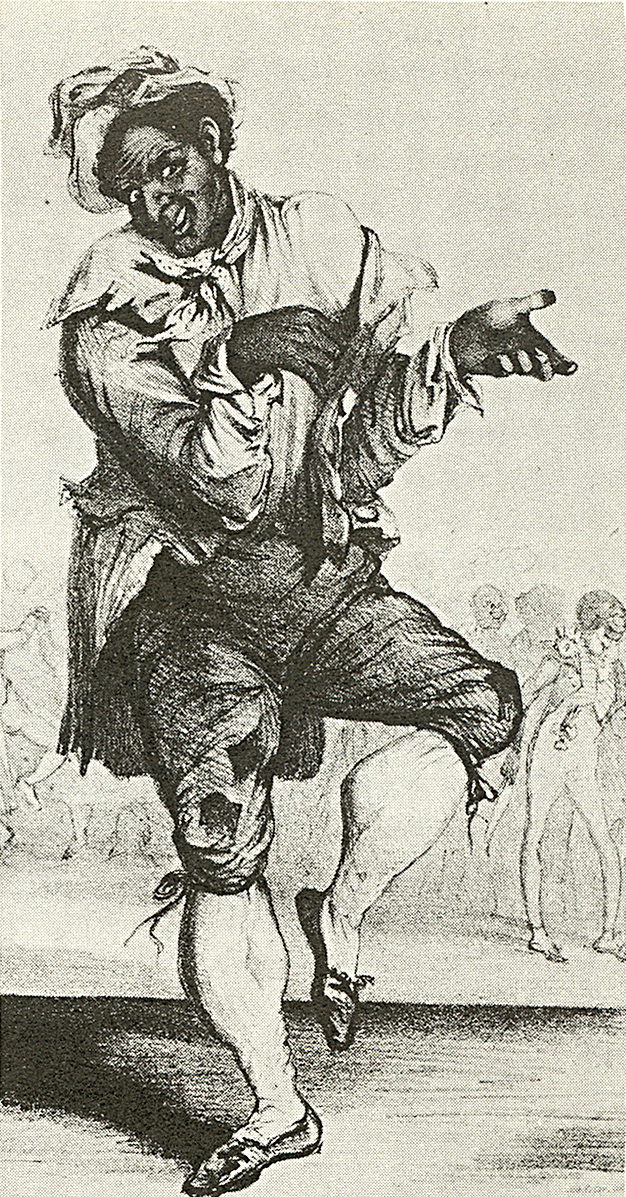
「Sich a Getting Up Stairs」の楽譜の表紙のトーマス・D・ライス、1830年代

白人が黒人の役柄を演劇的に描写することは1604年までさかのぼるが 、ミンストレル・ショーはもっと後のものである。黒人に扮したキャラクターは、17世紀後半までにはアメリカの舞台に登場し、通常は召し使いのような小さな役だがコミカルな場面に多少絡んだ。最終的には同様のパフォーマーが、ニューヨークの劇場の幕間や、酒場やサーカス小屋のようなあまり立派ではない会場に登場した。この結果、顔を黒く塗ったサンボ（Sambo）のキャラクターが、大ボラ話（tall tale）の中のヤンキーや開拓者といった役を人気で上回った。チャールズ・マシューズ、ジョージ・ワシントン・ディクソン、そしてエドウィン・フォレストなどが、ブラックフェイス・パフォーマーとして評判になった。歴史家のConstance Rourkeは、フォレストが街の通りで黒人に扮しておどけていた時の印象はとてもよかったとも主張した。トーマス・ダートマス・ライスが歌って踊った「ジャンプ・ジム・クロウ」で、黒人に扮したパフォーマンスは1830年代初めに新たな盛り上がりを見せた。ライスの成功の大きさを、ボストン・ポスト紙は、「現在世界で最も人気のあるキャラクターは、ヴィクトリア女王とジム・クロウである」と書いた。1840年代までに、黒人に扮したパフォーマーたちは、「エチオピアの図解者（Ethiopian delineators）」と自称し、単独や小さいグループで公演した。
ブラックフェイスの役者はすぐに、ニューヨークのロウワー・ブロードウェイ、ザ・バウリー、チャタム通りの、あまり綺麗とは言えない地区の酒場を中心に公演するようになった。それは当時の劇場の大衆化とあいまって、より立派なステージにも浸食した。上流階級のコミュニティは当初ブラックフェイスの公演を制限していたが、1841年の初めには、ブラックフェイス・パフォーマーは上流階級のパーク・シアターにさえも頻繁に出演するようになり、一部のパトロンを動揺させた。当時の演劇は広く一般大衆から観客を求めるものであり、下層階級の人々が劇場を支配するようになった。彼らは不人気な素材を演じた俳優や楽団には物を投げつけ、騒々しい観衆は結局、バウリー・シアターからお高くとまった芝居をすべて追いやったほどであった。この時代の典型的なブラックフェイスの芝居は短いバーレスクで、『Hamlet the Dainty』、『Bad Breath, the Crane of Chowder』、『Julius Sneezer』、『Dars-de-Money』など、シェイクスピアのタイトルのパロディがしばしば使われた。
それと同時に、少なくとも一部の白人は、実在する黒人のパフォーマーの歌と踊りに興味を持った。19世紀のニューヨークでは、奴隷が彼らの休暇の小遣い稼ぎにシングル・ダンス（shingle dancing, タップダンスの元祖）を踊り、またミュージシャンたちは、バンジョーのようないわゆる黒人の楽器を用いて、彼らが言うところの「黒人（Negro）の音楽」を演奏した。ニューオーリンズ・ピカユーン紙は、オールド・コーン・ミール（Old Corn Meal）と名乗る歌って踊りながら物売りをするニューオーリンズの露天商が、「プロとしての巡業を始めようとしている者すべてに幸運」を与えていたと書いた。1830年代後半に当地で人気を得たオールド・コーン・ミールの歌や踊りをミンストレルたちが借用し、例えばライスは「コーン・ミール」という寸劇を自分の芝居に付け加えた。それと同時に、合法的な黒人によるステージパフォーマンスもいくつか試みられた。恐らく最も意欲的であったのはニューヨークのアフリカン・グローヴ劇場で、この劇場は1821年に自由黒人により創設されて運営され、シェイクスピアの演目が多く演じられた。その観衆の大部分は、当時のニューヨークのすべての芝居好きに共通する、騒々しいマナーに従う黒人たちであったため、その存在を容認したくない当局にとっては悩みの種であった。
労働者階級の北部の白人たちは、当初はブラックフェイスで演じられるキャラクターに共感できた。これは労働者のネイティヴィズム（移民排斥主義）と、南部支持の大義を掲げる集団の発生と合致するものである。黒人を模倣したパフォーマンスは、これまで存在していた人種差別的なコンセプトを強めると共に、新しいコンセプトを打ち立てるようになった。ライスが開発していたパターンに続いて、ミンストレル・ショーは労働者たちと「優れた階級（class superiors）」を、黒人を共通の敵とすることでひとつにした。その敵は、黒人のダンディ（dandy）のキャラクターで特に象徴された。しかし同時に、階級意識的だが人種的には包括した「賃金奴隷制（wage slavely）」というレトリックは、概して人種的な「白人奴隷制（white slavely）」というそれに取って代わられた。また、「生産的人物」と「非生産的人物」、というさらに階級意識の薄いレトリックを用いることもあり、これらは北部の工場労働者に対する虐待が、黒人奴隷の扱いよりも深刻であったことを示唆している。奴隷制にのっとった視点はミンストレル・ショーにかなり、そして一様に見られるものである、しかしその一方でいくつかの歌には、働く黒人と白人が手を組んでこの制度を終わらせることを暗示するものさえあった。
初期のブラックフェイスのパフォーマンスの出し物と人種的なステレオタイプの中には、グロテスクな喜びと黒人の幼児扱いがあった。これらその代償として、無自覚に、工業化の進む世界の労働者たちに、子供じみた楽しみや他の低俗な喜びを認めることとなった。同時に、より上品な人々は、下品な観衆自体を見せ物とすることが出来た。

### 絶頂期

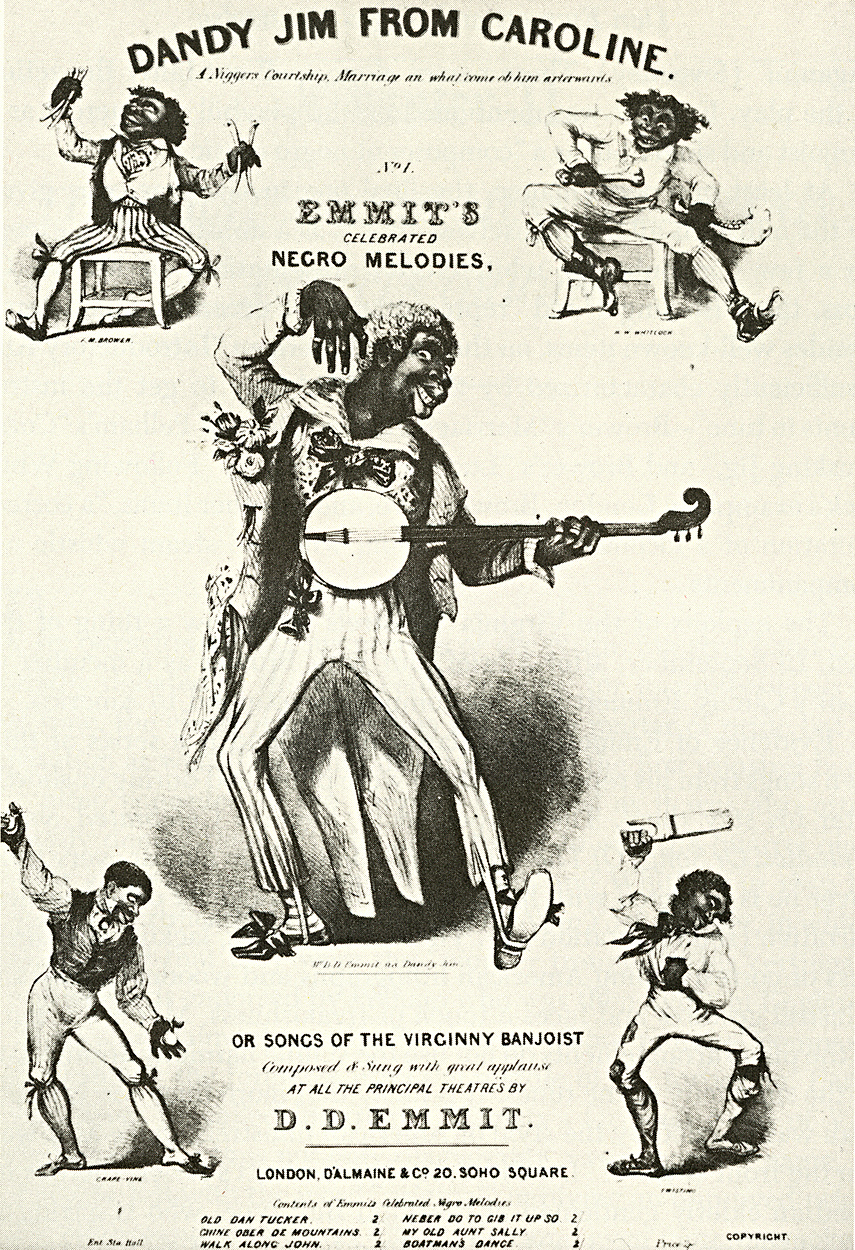
ダン・エメット（中央）と他のバージニア・ミンストレルズによる「キャロライン生まれのダンディ・ジム」の楽譜の表紙。およそ1844年

1837年恐慌の影響で劇場は苦戦するようになり、コンサートはまだ金を稼げる数少ない出し物のひとつであった。1843年、ダン・エメット率いる4名のブラックフェイス・パフォーマーたちは、ニューヨークのバウリー円形劇場などで協力してコンサートなどを演じ、バージニア・ミンストレルズと名乗った。こうして完全な夜のエンターテインメントとしてのミンストレル・ショーが誕生した。ショーの構成は少ししかなかった。4名が半円状に座り、曲を演奏し、気の利いた冗談を交わした。ある者は方言を使って独白し、最後は陽気な農園の歌で終わった。「ミンストレル」という言葉は白人の吟遊詩人を表す意味で以前から使用されていたが、エメットらはそれをブラックフェイスのパフォーマンスと同じ意味にした。この言葉を使うことは、新しい中流階級の観衆を獲得するきっかけとなった。ニューヨーク・ヘラルド紙は、その上演が「これまでの黒人の狂騒劇を特徴づけていた下品さとその他の好ましくない特徴が完全に除かれている」と記事にした。1845年、エチオピアン・セレネーダーズはショーから低俗なユーモアを取り除き、その人気でバージニア・ミンストレルズを上回った。その後間もなく、エドウィン・ピアース・クリスティはクリスティーズ・ミンストレルズを旗揚げし、エチオピアン・セレナーダーズの洗練された歌曲（クリスティの作曲家、スティーブン・フォスターが良い例）と、バージニア・ミンストレルズの卑猥な持ち味とを合体させた。クリスティの会社は、ミンストレル・ショーにおいてそれが衰退するまでの数十年の間用いられ続けた、三幕の劇の形式を生み出した。この外見上の変化は、劇場のオーナーらに、劇場をより穏やかでより静かなものにするような新しい規則を定めることを促した。
ミンストレルはオペラやサーカス、ヨーロッパの旅芸人と同じ場所で巡業しており、その会場は贅沢なオペラハウスから酒場の間に合わせのステージまで多岐にわたった。巡業中の生活は「一回限りの興行の果てしない連続で、事故でも起きそうな鉄道に乗り、火事になりそうな粗末な家に住み、劇場へと改造しなければならない空き室で遊び、捏造された容疑で逮捕され、命にかかわる病気にかかり、そして一座の金全部を持ち逃げするマネージャーや仲介者に我慢する」ことを伴った。人気のある一座は北東部を主な巡業場所としており、中にはヨーロッパにまで行く一座もいて、これは彼らがいない間にライバルの一座が地位を固めることにもなった。1840年代後半までには、バルティモアからニューオーリンズまでの南部の巡業が定着した。カリフォルニアや中西部への巡業は1860年代までには行われるようになった。人気が増すにしたがって、劇場はしばしば「エチオピアン・オペラハウス」などのようなミンストレル・ショーと同様の名前が流行した。多くのアマチュアの一座は、解散するまでにいくつかの地方でショーを演じた。同時に、エメットのような有名人は単独での公演を続けた。
ミンストレル・ショーの発生は奴隷制度廃止運動と同時に起こった。多くの北部人は南部で虐げられた黒人に関心を持っていたが、しかしほとんどは日々奴隷がどのように生きているか知らなかった。ブラックフェイスのパフォーマンスはこの点で一貫しておらず、一部の奴隷は幸せであり、他の者は残忍で非人間的な制度の犠牲者であるとしていた。しかし1850年代、その主な焦点が階級から人種に代わった時、ミンストレル・ショーは明らかに悪意のある、奴隷制を支持する内容となった。大部分のミンストレルたちは、いつも歌って踊れて、彼らの主人を楽しませる朗らかで単純な奴隷を演じ、非常に美化して誇張した黒人の生活のイメージを与えた（それほど頻繁ではないが、主人が黒人の恋人や強姦された黒人女性を捨てるという描写もあった）。歌詞と台詞は、一般的に人種差別的で風刺的で、多くは白人に由来するものであった。奴隷が、彼らの主人の下に戻りたがっているという内容の歌は豊富にあった。そのメッセージは明確に、「奴隷のことは気にするな、彼らは生活のほとんどにおいて幸せである」という内容であった。北部に移り住んだダンディの姿や、ホームシックになった元奴隷といったキャラクターは、黒人は北部の社会に属していないし、また属したいとも思っていないという考えを補強するものであった。
『アンクル・トムの小屋』に対するミンストレル・ショーの反応は、当時のプランテーションの内容を暗示している。トムの演目は、他の大農園の物語に取って代わって、特に第三幕の演目として扱われるようになった。これらの寸劇はしばしばストウの原作を支持したが、しかしごくたまにその主旨を変えて、著者を攻撃した。その意図されたメッセージが何であったとしても、それは通常、一編の楽しげなどたばた喜劇の雰囲気の中で失われた。サイモン・レグリー（トムを冷酷に扱った奴隷商人）のようなキャラクターはしばしば姿を消し、タイトルは「Happy Uncle Tom」や「Uncle Dad's Cabin」のようにより愉快な感じに変えられた。アンクル・トム自身は、嘲笑されるべき無害なおべっか使いとしてよく描かれた。これらの茶番劇を際立たせた一座はトマー（Tommer）として知られ、またトムに特化した一連の演劇のトム・ショー（Tom Shows）は、ミンストレル・ショーの差別的な要素を取り入れて一時期競い合った。
ミンストレル・ショーの人種差別（と女性蔑視）はかなり悪質だったかもしれない。黒人が「あぶられた、釣られた、タバコみたいに燻された、ジャガイモみたいに皮をむかれた、地面に植えられた、すっかり乾いて宣伝用に吊るされた」という内容のコミックソングや、黒人男性が誤って黒人女性の目を出してしまったという内容の複数の歌が存在した。その一方で、ミンストレル・ショーがともあれ奴隷制度と人種の問題を取り上げたという事実は、恐らくその中の人種差別的な態度よりも重大であろう。これらのプランテーション支持の態度にもかかわらず、ミンストレル・ショーは南部の多くの町で禁止された。連邦からの脱退論者の姿勢が強硬になった時、北部との関連性があったので、南部を巡業するミンストレルは反北部の感情のターゲットになりやすかった。
人種に関係しないユーモアは、政治家や医者、法律家といった貴族的な白人を含む、他の対象の風刺から生まれた。女性の権利は、南北戦争以前のミンストレル・ショーで大体いつも、その意見をあざける形で定期的に現れた、唯一の真面目な話題であった。女性の権利の講演は、演説コメディでおなじみとなった。あるキャラクターが「ジム、ご婦人方は投票するべきだと思うよ」と言った時、他のキャラクターは「いや、ジョンソンさん、ご婦人方は政治には興味がないと思われます、でもそのほとんどはパーティには強く惹かれるんだけど」と答えた。ミンストレルのユーモアは単純で、どたばた喜劇（Slapstick）と駄洒落を強くあてにしていた。役者たちは「学校の先生と鉄道技師の違い、それは、一人は心を訓練（trains the mind）してもう一人は列車を気にかける（minds the train）こと」などナンセンスな謎かけをした。
南北戦争の開戦で、ミンストレルたちはほとんどが中立のままで残り、両方の風刺をした。しかし戦火が北部の土地にまで至った時、一座は北軍支持に変わった。近親者を亡くした国のムードを反映して、悲しい歌や寸劇が優位を占めるようになった。一座は死にゆく兵士とそれに涙する未亡人、哀悼する白人の母親を寸劇で演じた。「Weeping, Sad, and Lonely」はこの時代のヒット曲となり、100万部の楽譜が売れた。憂鬱なムードとのバランスを取るべく、一座はジョージ・ワシントンやアンドリュー・ジャクソンのような人物をもてはやしたアメリカの歴史上のシーンを描写し、その後ろで「The Star Spangled Banner（星条旗）」のような愛国的な歌曲を伴奏した。社会の論評はさらにショーの主力になっていった。パフォーマーは、北部の社会や、彼らが戦争に責任があると思うもの、すなわち国の再統一に反対したものや戦争によって儲けたものなどを批判した。奴隷解放については、幸せな大農園を題材として反対されたか、奴隷制を否定的に描いた題材で穏やかに支持されるかした。最終的には、南部に対する直接的な批判はより痛烈なものとなった。

### 衰退

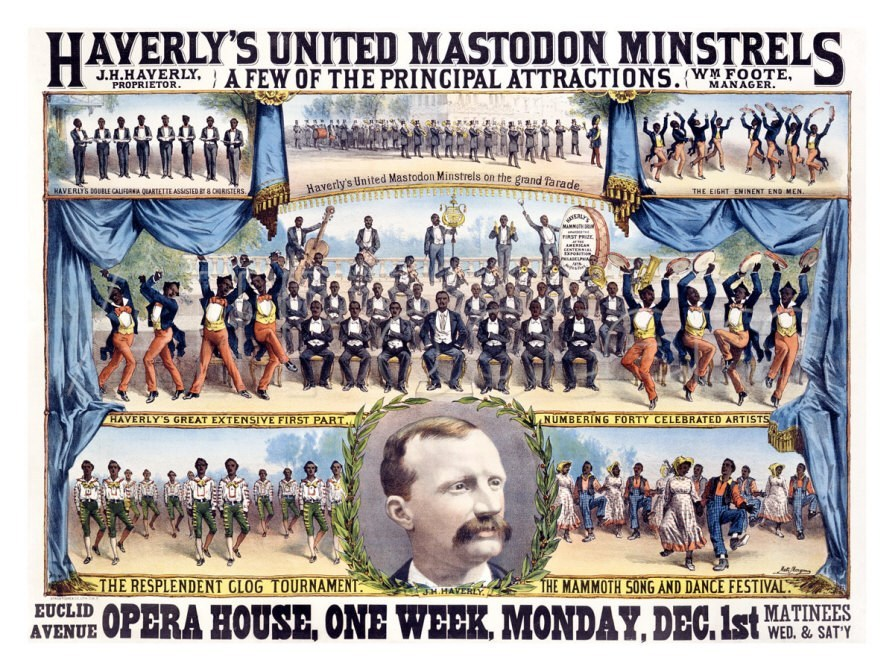
ハーヴリーズ・ユナイテッド・マストドン・ミンストレルズのポスター

ミンストレル・ショーは南北戦争中に人気を失った。バラエティ・ショー、ミュージカル・コメディ、ヴォードヴィル・ショーのような新しいエンターテインメントが北部に登場し、P・T・バーナムなどの興行主が後援した。ブラックフェイスの一座は遠く離れた場所での巡業することとなり、この時期には、本拠地は南部と中西部となっていた。
ニューヨークや同様の都市にとどまったミンストレルたちは、しつこく宣伝してミンストレル・ショーの壮観さを強調し、バーナムの背中を追っかけた。一座の規模は膨張し、19人のパフォーマーが一度に舞台に上ることができる程になり、J・H・ハーヴリーズ・ユナイテッド・マストドン・ミンストレルズには100人以上の団員がいるようになった。舞台装置は贅沢で高価になっていき、日本の曲芸師や見世物小屋のような特別興行もしばしば登場した。これらの変化により、より小さなミンストレル・ショーの一座は利益を得られなくなった。
他のミンストレルの一座は、違った趣を出そうとした。バラエティ・ショーでは女性の演技が評判になり、マダム・レンツィズ・フィメイル・ミンストレルズはこのような考えの下、露出度が高いコスチュームとタイツで1870年に最初に公演をした。彼女らの成功は少なくとも11の女性だけの一座を1871年までにもたらし、その中のひとつはすっかりブラックフェイスを取りやめてしまった。最終的には、女の子のショーはひとつの形式としてその地位を確立した。主流のミンストレル・ショーはその上品さを強調し続けたが、伝統的な一座も女装の身なりの中でこれらの要素をいくらか取り入れた。よく演じられていた小娘のキャラクターは、戦後の時代には不可欠なものとなったのである。

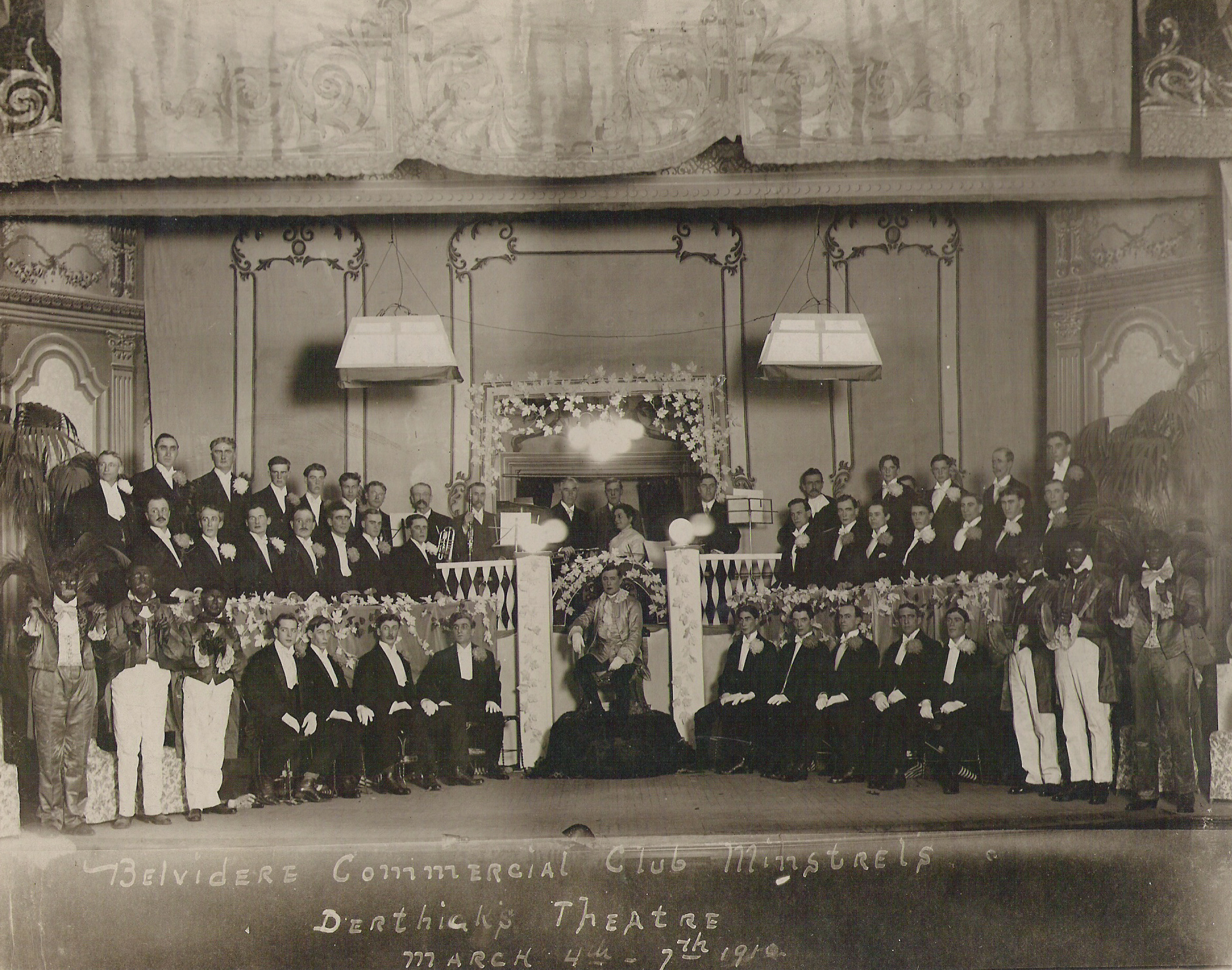
1910年頃のミンストレルの一座。エンドマンのみが顔を黒く塗っている。

この新しいミンストレル・ショーは洗練された音楽を強調し続けた。ほとんどの一座は1870年代に霊歌を彼らのレパートリーに加えており、これらは黒人の巡業コーラスグループから借用した、かなり本物の奴隷の歌に近いものであった。他の一座はさらにミンストレル・ショーのルーツから離れていった。ジョージ・プリムローズとビリー・ウェストが1877年にハーヴリーズ・マストドンと分かれた時、彼らはエンドマン（endman, 舞台端で冗談を言う役割）以外はブラックフェイスを一掃し、贅沢な衣装と髪粉をつけたかつらで着飾った。彼らは舞台を凝った垂れ幕で装飾し、まったくどたばた喜劇を実行しなかった。彼らのミンストレル・ショーのブランドは、他のほんの名ばかりのエンターテインメントとは一線を画していた。
大農園という劇の題材はレパートリーのほんの一部に過ぎなかったが、社会への論評はパフォーマンスの大部分を占め続けた。黒人のパフォーマーを客演させたミンストレル・ショーがそれ自体で好評を博し、古いプランテーションとのつながりを強調したことで、この効果は増幅された。批判の主なターゲットは、都会化した北部の道徳の退廃であった。都市は腐敗して、不公平な貧困の家庭がひしめき、新参者を餌食にするのを待っている悪ずれした都会人たちの隠れ家として描かれた。ミンストレルたちは伝統的な家庭生活を強調した。物語は戦争で死んだと思われた息子たちと母親たちの再会を語った。女性の権利、罰当たりな子供たち、教会への低い参加率、そして性の乱れは、家族の価値の減退と道徳の退廃のしるしとなった。もちろん、北部の黒人のキャラクターはこれらの悪徳をそれ以上に持つものであった。アフリカ系アメリカ人の議員はひとつの例で、共和党急進派の手駒として描かれた。
1890年代までには、ミンストレル・ショーはアメリカのエンターテインメントの小さな一部でしかなくなり、1919年までにはほんの3つの一座が劇場を独占した。小さな会社とアマチュア集団は伝統的なミンストレル・ショーを20世紀まで保持したが、今やその観衆の大部分は田舎の南部であり、黒人が所有する一座は西部のようなもっと中心から離れたエリアでの巡業を続けた。これらの黒人の一座はミンストレル・ショーの最後のよりどころのひとつであり、白人俳優の多くはヴォードヴィルへと移った。

### 黒人によるミンストレル・ショー

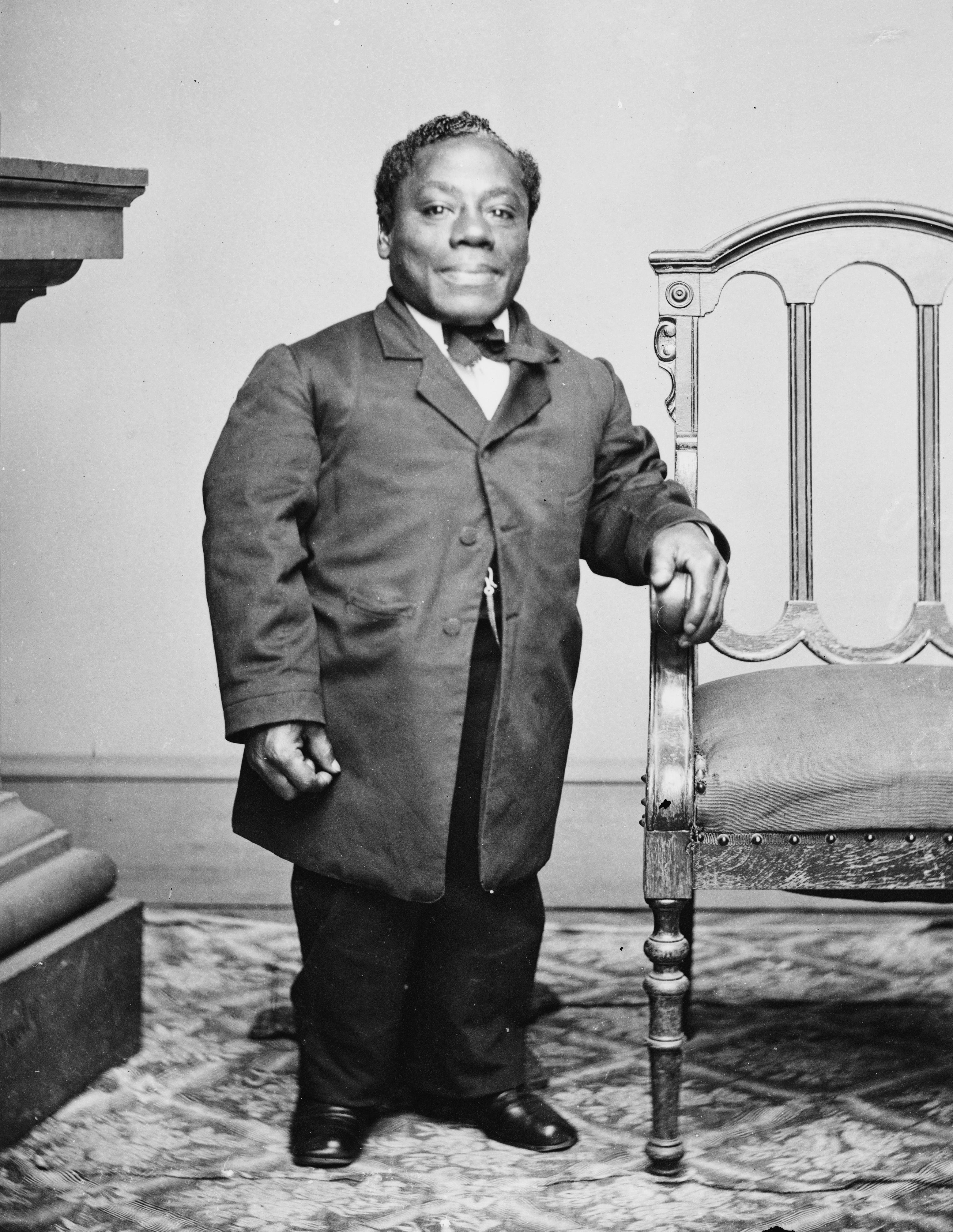
「日本人トミー」の芸名で人気を博したトーマス・ディルワード(1840–1887) 。白人のミンストレル劇団に所属し、しばしば女装して女役を演じた。東洋人訛りの英語や身振りで観客を沸かせ、日本語由来の造語"hunky dory"を流行らせた。芸名は、1860年に訪米した万延元年遣米使節の通訳見習いだった立石斧次郎がその剽軽な振る舞いから大人気となりトミーの愛称で呼ばれていたことに由来し、また、黒人が黒人を演じていることを隠すためだったと言われる。当時長い航海による日焼けで顔の黒くなった遣米使節が話題となり、黒人と見間違うとした風刺画が描かれていた。トーマスは歌も踊りもバイオリンもうまく、その後「アフリカ人親指トム」の芸名も使用し、黒人エンターテイナーの草分けとなった。

1840年代と1850年代に、ウィリアム・ヘンリー・レーンとトーマス・ディルワードは、ミンストレルの舞台で演じた最初のアフリカ系アメリカ人となった 。全員が黒人の一座は1855年の初めまで続いた。これらの会社は、彼らの民族性により黒人だけが黒人の歌と踊りを唯一本当に表現できることを強調しており、一座を描写したある広告には、「アラバマから来た7人の奴隷、彼らは北部の友人の指導の下でコンサートを行い、自由を手に入れている」とある。白人の好奇心は強い動機付けとなり、ショーはあたかも陳列されたモノのように「自然のまま」演じる黒人を見たい人々にひいきにされた。興行主らはこれに飛びつき、彼の一座のある広告には「あたかも家にいるような黒人、そしてトウモロコシ畑の、トウの茂みの、納屋周りの庭の、そして土手と平底船の上の、黒人の生活」と銘打たれた。しきたりを守って、黒人のミンストレルたちは少なくともエンドマンはまだ顔に炭を塗っていた。ある解説者は、大部分が顔に炭を塗らない黒人の一座を「軽い色の二人を除いて中くらいのムラートたちである…エンドマンはそれぞれ焼きコルクですっかり黒く塗られていた」と記述した。ミンストレルたちは自分たちの演技力を宣伝し、人気のある白人の一座と好意的に比較した批評を引用した。これらの黒人の会社は、しばしば女性のミンストレルを特色とした。

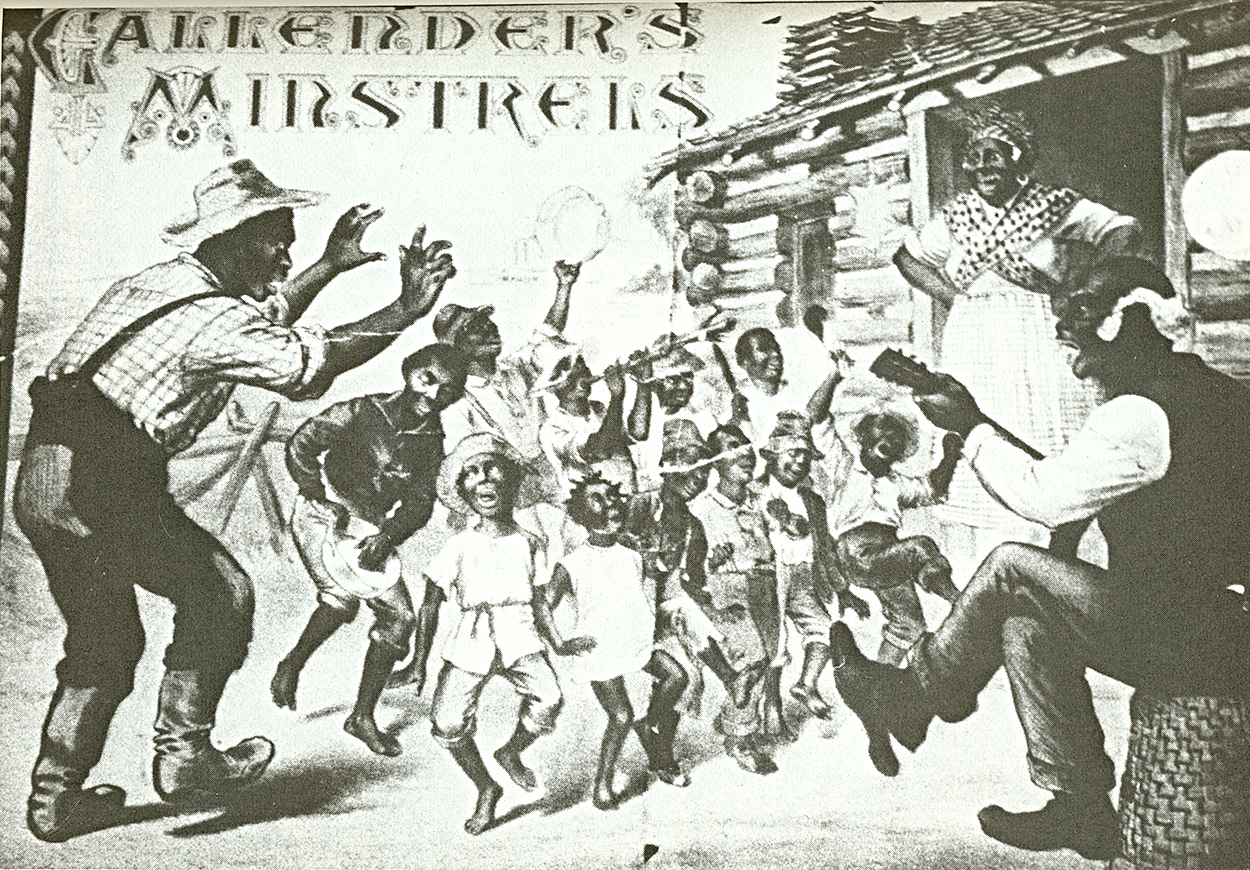
プランテーションのシナリオは黒人のミンストレル・ショーで一般的であった。ここで見られるのはカレンダーズ・カラード・ミンストレルズの1875年の後のポスターである。

一つないしは二つのアフリカ系アメリカ人の一座は、1860年代後半と1870年代に劇場で優位を占めた。これらの最初のものは、ブルッカー・アンド・クレイトンズ・ジョージア・ミンストレルズであり、1865年ごろに北東部で公演した。サム・ヘーグズ・スレイヴ・トゥループ・オブ・ジョージア・ミンストレルズはその後間もなく結成され、1866年初めの英国ツアーで大成功を収めた。1870年代には、白人の興行主が成功した黒人の会社の大部分を買収した。チャールズ・カレンダーは1872年にサム・ヘーグズ一座を取得して、カレンダーズ・ジョージア・ミンストレルズに改名した。彼らはアメリカで最もポピュラーな黒人の一座となり、カレンダーとジョージアという言葉は、黒人のミンストレル・ショーと同義語となった。J・H・ハーヴリーは1878年に入れ替わりでカレンダーの一座を買取り、一座の規模を拡大してセットを装飾する彼の戦略を適用した。この会社が欧州に行った時、グスターヴとチャールズのフローマン兄弟は、彼らのカレンダーズ・コンソリデイテッド・カラード・ミンストレルズを宣伝する機会を手にした。彼らの成功は、フローマン兄弟がハーヴリーの集団を買って彼らの一座と合併させ、市場を事実上独占したというような点にあった。会社は全国を覆うために三つに分けられ、1880年代を通して黒人のミンストレル・ショーを独占した。ビリー・カーサンズ、ジェームズ・A・ブランド、サム・ルカス、ウォーレス・キングなどの個人の黒人のパフォーマーたちは、注目を浴びた白人のパフォーマー並みに有名になった。
人種的な偏見は、黒人のミンストレル・ショーを困難な職業にした。南部の町で演じる時は、パフォーマーたちはステージの外でさえも、ぼろぼろの「奴隷衣装」と絶えない微笑を身にまとったキャラクターを演じなければならなかった。一座はそれぞれのパフォーマンスの後は素早く町を去り、ある者は宿屋を確保するにも苦労したので、彼らは列車全部を借り切るか、寝泊まりできる、外部から完全に見えないように改造した車を持った。万が一事態がひどくなった時に隠れるためであった。白人はしばしば車を射撃訓練用に使用したので、これさえ避難所ではなかった。彼らの給料は、当時の黒人の大部分よりは高かったが、白人のパフォーマーが稼いだレベルには達しなかった。カーサンズのようなスーパースターですら、客演した白人のミンストレルよりも若干少なかった。当然、ほとんどの黒人の一座は長くは続かなかった。
内容においては、初期の黒人のミンストレル・ショーは白人のそれとほとんど変わらなかった。しかし、白人の一座が1870年代半ばに大農園の主題から離れると、黒人の一座はそれに新しい重点を置いた。霊歌の歌唱の追加は、黒人の一座がそういう素材のもっとも本物のパフォーマーであると正しく信じられていたために、黒人のミンストレル・ショーの人気を後押しした。その他の重大な差異は、黒人のミンストレルは彼らのショーに白人が避けていた宗教的なテーマを加えていたという点と、黒人の会社は一般にショーの第一幕を足を高く上げる軍隊のステップ、ブラスバンドの茶番劇で締めていたという点である。これらの慣習は、1875年または1876年にカレンダーのミンストレルが使用した後に採用された。黒人のミンストレル・ショーは典型的な黒人差別を実際のものとして見せたが、多くのアフリカ系アメリカ人のミンストレルたちは、これらのステレオタイプをわずかに変更し、白人社会をからかうように演じた。ある霊歌は、天国を「白い村人が黒人にいてもらわなければならない」場所であり、彼らは「買ったり売ったり」されない場所と描写した。大農園のネタでは、年老いた黒人のキャラクターは、白人のミンストレル・ショーで見られるように、長く離れた主人と再び一緒になることはめったになかった。
黒人のミンストレル、特に小さな一座の観客は大部分がアフリカ系アメリカ人であった。事実、彼らの数は非常に大きかったため、多くの劇場の所有者は黒人の観客を別の場所に追いやる人種分離の規則を緩めなければならなかった。黒人はなぜ自分たちの否定的なイメージを好意的に見ていたのかという理由に関する説はさまざまである。恐らくは彼らはばかばかしさを感じていたのであって、仲間内の感覚からやりすぎているキャラクターを笑ったのであろう。多分彼らは暗黙のうちに人種差別的な、こっけいな仕草を容認してさえいたか、もしくは彼らはミンストレルのキャラクターにアフリカ文化の要素との多少のつながりを感じていたのである。それは抑えられてはいたが目に見えるものであり、また差別的で、誇張されたものではあったが。彼らは確かに白人客の頭を超えて来る多くのジョークを受けたか、または風変わりな気晴らしとしてだけ印象に残した。黒人の観衆を惹き付けた別の要素は、単にステージの上の仲間のアフリカ系アメリカ人を見ていたという点であり、確かに黒人のミンストレルたちは主に有名人として見なされていた。その一方では、正式な教育を受けたアフリカ系アメリカ人は黒人のミンストレル・ショー を無視するか公然と軽侮するかした。それでも、黒人のミンストレル・ショーはアフリカ系アメリカ人がアメリカのショービジネスに入る最初の大規模な機会であった。

## 劇構造
クリスティ・ミンストレルズは1840年代にミンストレル・ショーの基本構造を確立した。大勢の群衆が集まる劇場へのパレードがパフォーマンスに先立って行われた。ショー時代は3つの主なセクションに分けられた。第一幕では、一座の全員はまず、流行歌を歌いながらウォーカラウンド（walkaround）と呼ばれる踊りをステージ上で踊った。司会者であるインタレキューター（interlocutor）の指示で、彼らは半円状に座った。さまざまなストックキャラクターは、いつも同じ位置を取った。上品ぶったインタレキューターを中央に、両側にエンドマン、またはコーナーマンとして仕えるタンボ（Tambo）とボーンズ（Bones）が位置を取った。インタレキューターとエンドマンは冗談を言い合って、さまざまなユーモラスな歌を演じた。やがてこれらは、いつも方言とは限らない感傷的な歌曲を含むようになった。通常はテナーの一人のミンストレルが、このパートを専門にするようになり、しばしばそのようなシンガーは、特に女性とともに有名になった。アップテンポの大農園の歌と踊りで、この幕は終わった。
オリオ（olio）と呼ばれたショーの二幕目は、歴史的には最後に進化したものであり、その本当の目的はカーテンの向こうで三幕目の舞台をセッティングをするためであった。それはバラエティ・ショーのような構造だった。パフォーマーたちは踊り、楽器を演奏し、曲芸をしたり、その他の人を面白がらせる才能を披露した。一座はヨーロッパ風のエンターテインメントのパロディを提供し、ヨーロッパの一座自らがしばしば演じた。ハイライトは、一人の俳優、通常はエンドマンの一人が、偽の黒人の方言で、ナンセンスなことから科学、社会、政治についてのさまざまな長いスピーチをする街頭演説（stump speech）の場面であった。頭の鈍いキャラクターが雄弁に話そうとして、数えきれない言葉の誤用、冗談、何気ない駄洒落を述べるだけの結果となった。この間演説者は始終ピエロのように動き回り、あらん限りの演説をしてほとんどいつも同じところで壇上から落ちそうになった。ジョーカーの仮面として役立ったブラックフェイスのメイクで、これらの演説者は観衆を怒らせることなく痛烈な社会批判を提供することができたが、通常は俗受けしない話題をネタにして、それを理解できる黒人の能力をからかうことに焦点が当てられた。多くの一座は、トレードマークとなるスタイルと持ちネタを持った演説の専門家を雇った。
劇の終了後に演じられる寸劇、アフターピース（Afterpiece）が上演を締めくくった。初期のミンストレル・ショーでは、これはしばしば、歌と踊りの演奏と、どたばた喜劇のシチュエーションにサンボ役やマミー役のキャラクターが出演する、南部のプランテーションを舞台にした寸劇で構成された。理想的なプランテーションの生活とそこに住む幸せな奴隷が強調された。それにもかかわらず、反奴隷制の観点は、奴隷制度や逃亡奴隷、さらには奴隷蜂起によって切り離された家族の外観に時々表面化した。いくつかの物語は、なんとか彼らの主人を打ち負かした黒人のトリックスター的なキャラクターを強調した。1850年代の半ばから、パフォーマーたちは他の芝居のバーレスクのパロディを行った。シェイクスピアや同時代の戯曲が主なターゲットであった。これらのユーモアは、上流の白人文化の要素を場違いな黒人の役柄が演じようとするところにあった。顔に投げるクリームパイ、膨らんだ空気袋、ステージ上での花火などのスラップスティック的なユーモアは、アフターピースに浸透した。『アンクル・トムの小屋』のネタは1853年から優位を占めた。アフターピースではミンストレルたちに新しいキャラクターを導入することが許され、一部は非常に人気が出て一座から一座へと広がった。

## キャラクター
草創期のミンストレルの登場人物は、開拓者、漁師、ハンター、川船の乗員など、多くはホラ話（tall tale）で描写される人気のある白人の芝居のキャラクターをもとにして、それに誇張されたブラックフェイスのしゃべりとメイクを加えた。これらのキャラクター、ジム・クロウやガンボ・チャフ（Gumbo Chaff）は、お互いに競って、「野良猫に乗れる」だの「ワニが食える」と自慢し合った。しかし黒人に対する世論が変化すると、ミンストレルのステレオタイプもそれに合わせて変更された。最終的にはいくつかのストックキャラクターが出現した。彼らの中の代表は、しばしば最初の名前のジム・クロウを名乗った奴隷と、ジップ・クーンとして知られた色男（dandy）であった。彼ら二人のキャラクターは黒人キャラを分け合い、両方とも等しくばかばかしかった。
これらの登場人物を演じた白人俳優は、まねして誇張した形の黒人英語を話した。これらの登場人物は馬鹿げていたという点で最高で、グロテスクという点では最悪であった。ブラックフェイスのメイクとパンフや楽譜のイラストには、巨大な目玉、広がった鼻、開けっ放しかまたは愚かに歯を見せて笑った分厚い唇の口が描かれた。あるキャラクターは愛した女性を「唇が一度に全部キスできないほど大きい」と表現した。彼らは巨大な足を持ち、文明的な食べ物よりも「フクロネズミ」や「アライグマ」を好んだ。ミンストレルの登場人物たちは、髪の代わりに「羊毛」、羊のように「メーメー鳴き」、子供たちの代わりに「darky cubs」と呼ぶなど、動物のような用語でしばしば記述された。他のばかばかしい主張には、「黒人は彼らの色を戻すためにインクを飲まなければならない」、「彼らの髪は切るよりむしろやすりで削らなければならない」というのがあった。彼らの本質はミュージカルで、眠る必要などないかのように夜通し踊って騒いだ。

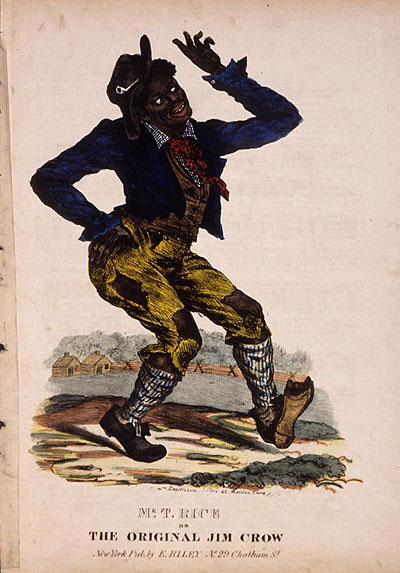
ライスが生んだ典型的な奴隷のキャラクター、ジム・クロウ

トーマス・"ダディ"・ライスは、彼の曲「ジャンプ・ジム・クロウ」とそれに関連する踊りで、初期の奴隷のキャラクターを導入した。彼はそれを、足を引きずって歩く老いた黒人の馬小屋番が、その歌を歌って踊っているのを見て学んだと主張した。他の初期のミンストレルの役者たちは、素早くライスのキャラクターを採用した。
一般的に奴隷のキャラクターたちは、タンバリンを演奏するタンボ兄弟（または単にタンボ）と、ボーンズ（アイルランド由来のカスタネットのような楽器）を演奏するボーンズ兄弟（またはボーンズ）という、彼らが演奏する楽器に合わせた名前で、どたばた喜劇のタイプで見られるようになった。これらのエンドマン（彼らの立ち位置が両端だったので）は無教養で話下手で、言いくるめられたり感電したり、さまざまな寸劇で走り回った。彼らは愚かさを楽しく共有した。一人の奴隷のキャラクターが中国へ行くと言い、一人は気球に乗って浮かんで、地球が回って来るのを待てばいいだけと言った。極めて音楽的で座っていられないほど、彼らは歌っている間絶え間なく身体を激しくくねらせた。
タンボとボーンズの単純な性向と洗練さの欠如は、インタレキューターと呼ばれるマジメ役の司会と絡むことによって強調された。このキャラクターは、通常はブラックフェイスではあるが、貴族のような英語を話して非常に豊富な語彙を用いた。このやりとりのユーモアは、インタレキューターが話した時のエンドマンのボケに由来していた。
インタレキューター: 私はあなたに驚かされましたよ。いやあ、こんなに美しい歌を聞いた直後に、そんな下劣なことを話すあなたの精神といったら！あなたには感傷と言うものはないんですか（Have you no sentiment left）？
タンボ: いや、一銭もなくしてないよ（I haven't got a cent left.）
タンボとボーンズは観衆のお気に入りで、彼らのインタレキューターとのフリートークは大多数にとってショーの最も良い部分であった。彼らは頻繁にインタレキューターの大げさな態度をからかったので、観衆にとって彼らと笑いを分かち合う要素があった。
インタレキューターはショーの各部分の開始と終了に責任を持った。このために、彼は観衆のムードを測って、いつ動くべきかを知ることができなければならなかった。したがって、この役を演じる俳優は、他の特に何もないパフォーマーと比較して多くギャラが支払われた。
奴隷のキャラクターには多くの異なったタイプがあった。オールド・ダーキー（old darky、年老いた黒人役。old uncleとも）がのどかな黒人家族の家長となった。他の奴隷のキャラクターと同様に、彼は音楽に長けており機転のあまり利かないキャラクターだったが、しかし彼には、自然を愛することや、高齢者の恋愛、古い友情の考え、そして家族の結束に関して彼が育てた感情という好ましい側面があった。彼の死と、それが彼の主人に引き起こす悲しみは、感傷的な歌の共通のテーマであった。この代わりに、主人が死んで、オールド・ダーキーが悲しむということもあった。スティーブン・フォスターの「Old Uncle Ned」は、このテーマでの最もポピュラーな歌だった。それほど頻繁ではないが、年老いて働くことができなくなったオールド・ダーキーが、残酷な主人に捨てられることもあった。南北戦争後、このキャラクターはプランテーションの寸劇において最も人気のある人物となった。彼は頻繁に、戦争で失った彼の家庭について泣き、せめて元主人の子供などの昔の知り合いに会いたいと思ったりした。対照的に、しばしばジャスパー・ジャックという名のトリックスターはごくたまに現れた。彼は、白人の主人を出し抜くことで、奴隷制反対の感情を例証した。
女性キャラクターは性的に挑発する役から笑わせる役にまで及んだ。ミンストレル・ショー以外のアメリカの劇場では当時女優がいっぱいいたにもかかわらず、これらの役のほとんどはいつも女装した男が演じた。最も有名なところでジョージ・クリスティ、フランシス・レオン、バーニー・ウィリアムスがいた。マミー（母ちゃん役、Mammy またはold auntie）はオールド・ダーキーの対になる役であった。彼女はしばしば「ディナー・ローおばさん」という名前が、同名の歌の後につくようになった。マミーは黒人と白人両方から好かれ、上品で、しかしヨーロッパの田舎の女性の感性に耳を傾けていた。彼女の主な役割は、完璧なプランテーションの家族のシナリオの中での子供思いの母親であった。

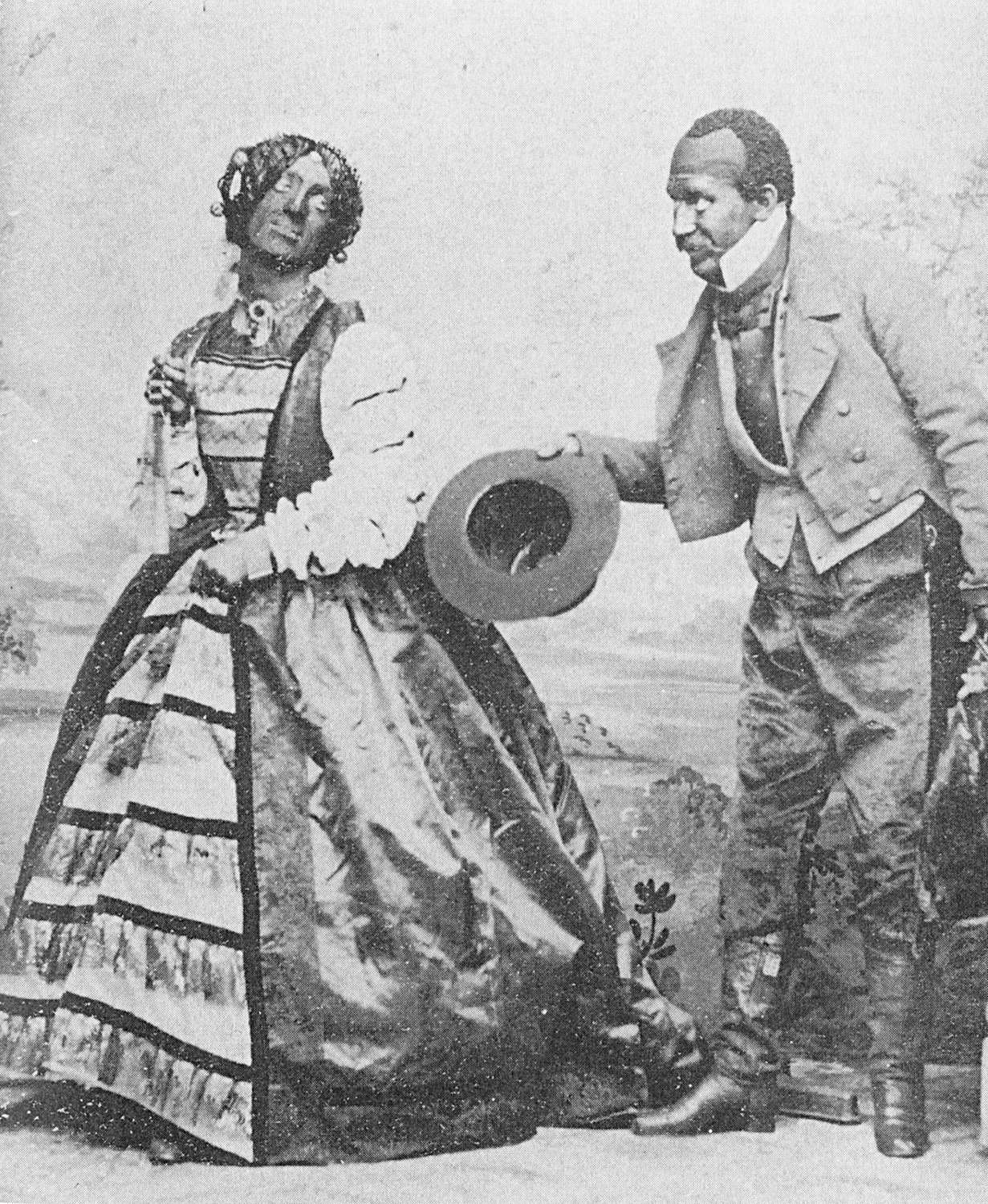
ミンストレル・ショーのパフォーマー、ロリン・ハワード（娘のコスチューム）とジョージ・グリフィン。およそ1855年

ウェンチ（娘役、wench, yaller gal, またはprima donna）は、薄い色の肌と白人女性の顔の特徴と、明らかな性の乱れと黒人女性のエキゾチズムを合成させたムラートであった。彼女の美しさと男の気を引こうとする素振りで、彼女は男性キャラクターの共通のターゲットとなるが、通常は彼女は気まぐれで、とらえどころがないと判明する。南北戦争の後、ウェンチは、ミンストレルの一座でも最も重要な専門の役として現れた。男性は興味をそそられて後に落胆させられ、女性はその幻想とおしゃれなファッションを讃えた。この役は、「Miss Lucy Long」という歌に最も強く関わっていて、キャラクターは何度もこの名前になった。女優のオリヴァー・ローガンは、一部の俳優は「よく通るソプラノの声、まるまるとした肩、髭のない顔、小さな手足を持っていて、驚くほどにそれに自然と似合っていた」とコメントした。これらの俳優の多くは十代の男子だった。これと対照的に、funny old galというキャラクターは、まだらの衣服に大きくてバタバタした靴を履いた大きな男性によってスラップスティックで演じられた。彼女の面白さは、観衆が普通魅力を感じない女性に、男性キャラクターが興奮させられることにあった。

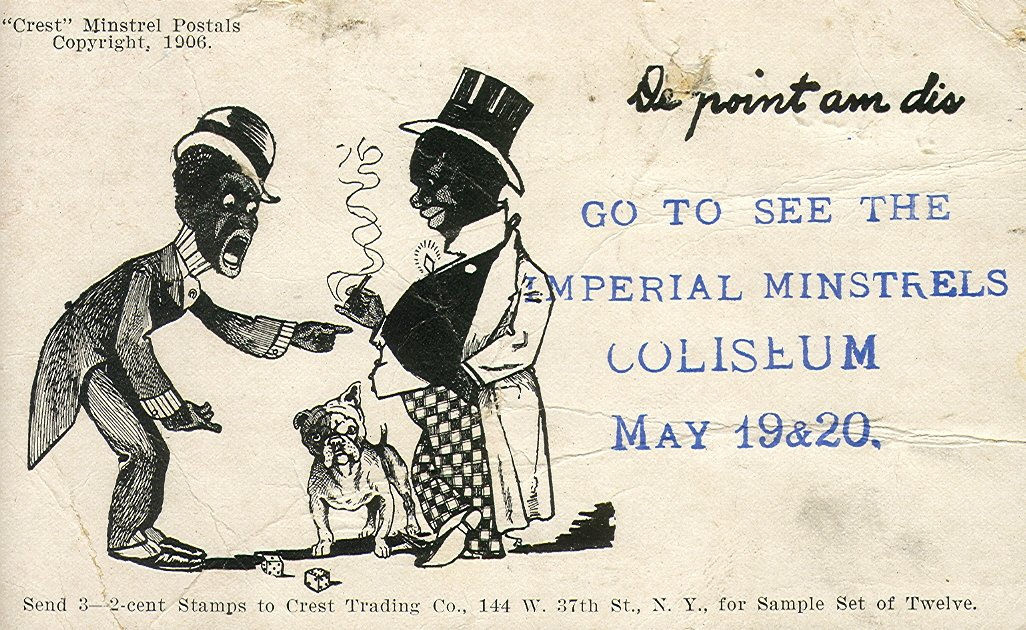
ダンディのタイプのキャラクターを盛り込んだ1906年のポストカード型広告

奴隷と対になるキャラクターはダンディ（色男、dandy）で、劇の終了後のアフターピースでは一般的なキャラクターであった。彼は、自分の地位や身分を忘れて、白人の上流階級のしゃべり方と衣装をまねて（しかし普通は似合っていない）生きようとする、北部の都会の黒人男性であった。ダンディのキャラクターは、他に「カウント・ジュリアス・シーザー・マーズ・ナポレオン・シンクレア・ブラウン」といった見栄を張った名前もあったが、ジョージ・ワシントン・ディクソンによって人気が出た歌から「ジップ・クーン」という名前でよく登場した。彼の衣装は、テール付きのコートに肩パッド、片メガネ、偽の口ひげ、そして派手な懐中時計のチェーンという、上流階級の衣装のばかばかしいパロディだった。彼はおめかししてパーティに行き、踊って、見せびらかして、女性に言い寄って時間を過ごした。他の都会の黒人のキャラクターと同様に、ダンディの見栄っ張りは、成金的な白人文化のような社会変動の波の中で、彼らが白人社会に居場所がないことを観客に表現していた。
黒人兵士の役は、南北戦争中に別のストックキャラクターとなり、奴隷やダンディのキャラクターの性質と融合したものとなった。彼は戦争でなんらかの任務を果たした者と認識されたが、軍事教練で唸り声を上げたり、制服によって彼が白人と同等になったと考えたりすることで頻繁に風刺された。通常、彼は戦うよりも撤退する方が得意で、そしてダンディのように、彼は重要な追跡行動よりもパーティに行く方が好きだった。それでも、彼の役の採用は、プランテーション家族の崩壊のテーマへのなんらかの利益が考慮に入れられた。
黒人以外のステレオタイプはミンストレル・ショーで重要な役割を占め、それらもまたブラックフェイスで演じられたのだが、黒人の方言の欠如によって区別された。南北戦争以前のインディアンは、通常は工業化以前の世界の潔白の象徴か、または平和な生活が白人の浸食によって砕かれた哀れな犠牲者として描かれた。しかし、アメリカ合衆国が西部に注目するようになった時、インディアンは残酷で異教的な進行の障害となった。これらの登場人物は嘲笑されるのではなく、恐れられる存在であった。このシナリオ上でのすべてのユーモアは、恐ろしい野蛮人の一人のように振る舞おうとする黒人のキャラクターに由来していた。ある寸劇は、白人とインディアンが開拓地のセットで共同の食事を楽しんでいるところから始まった。インディアンが酔っぱらうにつれて、彼らはますます対立するようになり、最終的には軍隊が白人の虐殺を防ぐために介入しなければならなくなった。好意的に提示されたインディアンのキャラクターでさえも通常は悲劇的に死んだ。伝えられたメッセージは、アメリカ社会においてこのようなインディアンたちの場所はないということであった。
ミンストレルの一座が西部で中国人移民に遭遇したカリフォルニア・ゴールド・ラッシュの間に東アジア人の描写は始まった。ミンストレルたちは、彼らの奇妙な言語（チンチュンチャンと聞こえる）、変な食習慣（犬や猫を食べる）、そして弁髪をつける傾向から彼らを戯画化した。1865年に日本の曲芸の一座が合衆国を巡業した時から、日本人のパロディは人気が出た。1880年代半ばの、ギルバートとサリヴァンの興行「ミカド」は、その他のアジア人の戯画化のブームを起こした。
ミンストレル・ショーでの数少ない白人のキャラクターは、アイルランド移民とドイツ移民の集団のステレオタイプであった。アイルランド人のキャラクターは1840年代に最初に現れて、強い訛りを話す短気で憎らしい大酒飲みとして描かれた。この描写は、アイルランド人のカトリック信仰と、非アイルランド人の労働者を怯えさせた彼らの安い賃金での労働意欲の、両方への反応であった。しかしながら1850年代からは、多くのアイルランド人がミンストレル・ショーに加わり、そしておそらくアイルランド人の観劇者も観衆の大きな部分を占めるようになったので、この否定的なイメージは弱められた。1870年代までには、アイルランド人のキャラクターはまだ喧嘩っ早くて酒飲みであったが、それ以外は他の白人の観衆となんら変わらなかった。一方でドイツ人のキャラクターは、1860年代のミンストレル・ショーに導入されて以降、好意的に描写された。彼らは背丈が高く、食欲旺盛で、重い「オランダ（Dutch）」のアクセントを用いた。この肯定的な描写の一部は、間違いなく、ドイツ人を演じる一部の俳優自身がドイツ人であったことに由来した。

## 音楽とダンス
音楽とダンスはミンストレル・ショーの中心を成し、その人気の大きな要因でもあった。観劇者たちが家でも楽しむことが出来るように、そして他のミンストレルたちがそれを採用できるように、一座は彼らを特徴づけた歌の楽譜を売り出した。

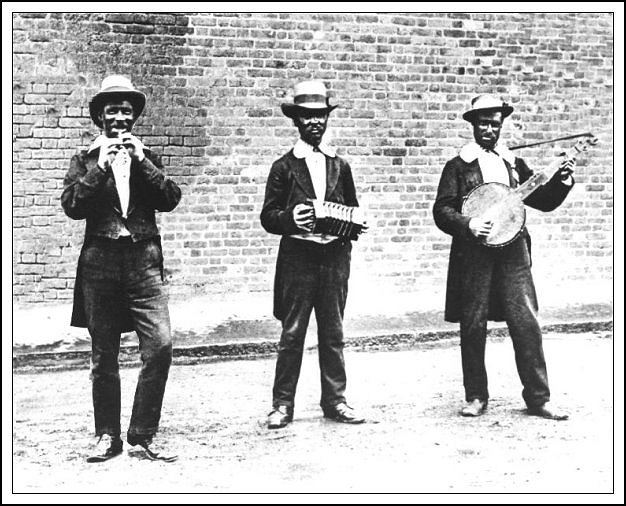
1880年ごろのロンドンにて。バンジョー、コンサーティーナ、縦笛のトリオ。

黒人音楽がミンストレル・ショーにどれだけの影響を持っていたかは議論の的として残っている。ミンストレルの音楽は確かに黒人文化の何らかの要素を含んでいて、それにアイルランドとスコットランドの民俗音楽の影響とともにヨーロッパの伝統の下地が加えられた。音楽学者のデール・コックレルは、初期のミンストレルの音楽はアフリカとヨーロッパの伝統の両方の混合で、1830年代の黒人と白人の都会の音楽を区別することは不可能だと主張している。ミンストレルが黒人文化との正真正銘の繋がりを持つとするならば、それは黒人と白人が自由に混じることができた近所や酒場、劇場、水辺を経由したと言える。その音楽が本物ではないこと、アイルランドおよびスコットランドの要素が含まれていることについては、奴隷たちが故郷のアフリカ音楽を演奏することをめったに許容されず、そのためヨーロッパの民俗音楽の要素を導入してなじませる必要があったという事実によって説明される。 問題を悪化させるのは、どれだけのミンストレルの音楽が黒人の作曲家によって書かれたかを解明することの困難さで、それは当時の習慣ではすべての歌の権利を出版社または他のパフォーマーに売るものであったためである。それにもかかわらず、多くの一座は、より真面目な「フィールドワーク」を実行したと主張した。
初期のブラックフェイスの歌は、しばしば一般的なコーラスと共に並べた関係のない歌詞で成立した。このエメット以前のミンストレル・ショーでは、音楽は「上品で、立派で、艶があり、ハーモニーがあり、メロディを認識できるものとして音楽を信じていた人々の神経をジャンジャン鳴らした」。それはつまり「黒人の踊りの地面を叩くような足運び、そしてブラックフェイスの踊りのアイルランド人の顔立ち」の並列であった。ミンストレル・ショーのテキストは、しばしば、それ自体が異なる人種と文化からの伝統の混合である。アパラチア山脈南西地域に伝わるユーモアと、動物や奴隷のトリックスターについて語られる物語などの、黒人の民間伝承を混ぜ合わせさえした。ミンストレルの楽器も、アフリカのバンジョーとタンバリンに、ヨーロッパのフィドルとボーンズと、ごた混ぜであった 。要するに、初期のミンストレルの音楽とダンスは、本当の黒人文化ではなく、それに対する白人の反応であった。これはアメリカの白人による、最初の黒人文化の大規模な横取りと商業的な搾取であった。
1830年代後半、明らかにヨーロッパの構造と教養とを持つスタイルが、ミンストレルの音楽で人気となった。バンジョーは「完全なる科学的演奏」で弾かれ、ジョエル・スイーニーによって広められて、ミンストレルのバンドの中心となった。 バージニア・ミンストレルズのヒット曲「Old Dan Tucker」などの歌は覚えやすい曲で、エネルギッシュなリズム、メロディとハーモニーであった。ミンストレルの音楽は今や踊るのと同じくらい歌われるようになったのである。上流階級向けの週刊新聞、スピリット・オブ・ザ・タイムス紙はその音楽を低俗であるとし、なぜならそれは「完全にエレガント過ぎ」て、歌の「卓越さ」は「それに対する反発である」とさえ記述した。他の者は、ミンストレルが彼らの黒人のルーツをどこかにやってしまったことに不平を言った。つまり、バージニア・ミンストレルズと彼らの模倣者たちは、観衆がなじみ深くて快いと思われる音楽を演奏して、圧倒的に白人で中流階級の北部人の新しい観衆を喜ばせようとした。
ブラックフェイスのパフォーマンスに含まれていた嘲笑の要素にもかかわらず、19世紀中頃の白人の観衆は概して、歌と踊りは確かに黒人のものであると信じていた。彼らに関しては、ミンストレルがいつも自身と音楽それ自体をそのように宣伝していたことによる。歌曲はいくつかある名前の中で、「プランテーションのメロディ」や「エチオピアの合唱」と呼ばれた。黒人の風刺といわゆる黒人音楽を使うことによって、ミンストレルは夕べのエンターテインメントに未知なる体験を加えており、それはすべてのパフォーマンスが本物であるとして受け入れている観衆をだますのに十分であった。

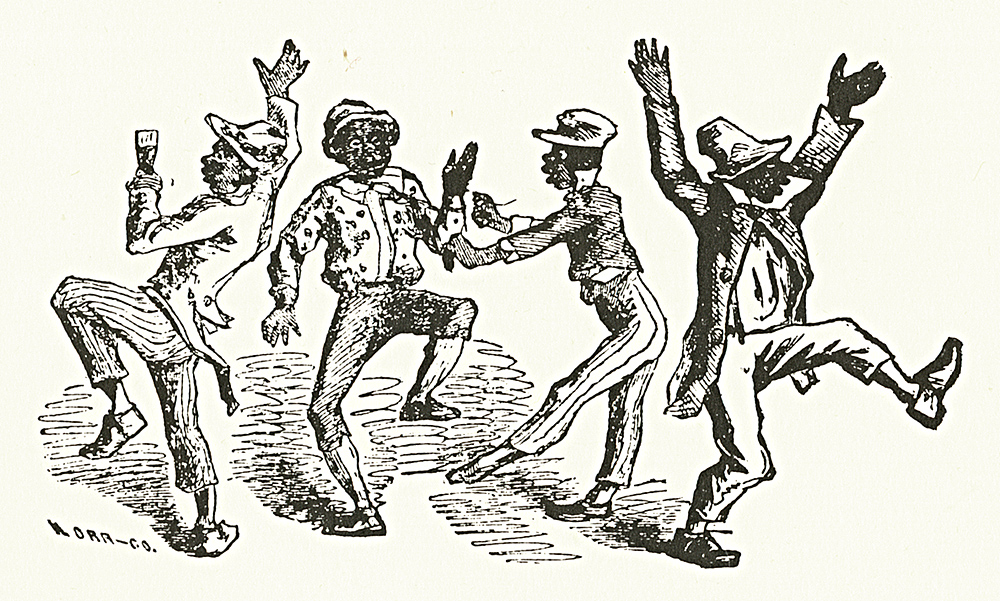
ウォーカラウンドの最後の部分を描写した、ブライアンツ・ミンストレルズの1859年の芝居のビラの詳細

その一方で、ミンストレルのダンスのスタイルは、彼らの主張した、本物の黒人のダンスにはるかに近かった。「ジャンプ・ジム・クロウ」の成功は暗示的である。それはかなりスタンダードな歌詞の古いイングランドの曲で、ライスの踊り（上半身の激しい運動と腰の下の小さい運動）だけがその人気を説明するのに残る。ターキー・トロット、バザード・ロープ、ジュバなど同様のダンスは、すべて南部のプランテーションにそれらの起源を持ち、いくつかはウィリアム・ヘンリー・レーン、シグノア・コーンミーリ（オールド・コーン・ミール）、そしてジョン・"ピカユーン"・バトラーなどの黒人のパフォーマーによって広められた。レーンによる1842年のあるパフォーマンスは、「シャッフルのように滑るようなステップで、アイリッシュ・ジグのように高いステップではない」という構成として記述された。レーンと彼を真似ていた白人は、明らかな足の運動なしでステージ上を動き回った。ミンストレル・ショーの第一幕での一般的な出し物であるウォーカラウンドは、突き詰めると西アフリカに起源があり、取り巻かれた他のミンストレル同士での競争を特徴とした。白人の伝統の要素ももちろん残っていて、ライスを初めとしてレパートリーの一部を形成していた早いペースのブレイクダウンなどがあった。ミンストレルの踊りは、通常は他のパートと同じように模倣とは見なされなかった。女優のファニー・ケンブルなどの同時代の人物は、ミンストレルのダンスを単に「弱くて、無力で、気絶しそうな感じ。一言で言えば、その言葉で言い表せない黒人の概念の、青白い北部の再現」と評したのではあるが。
霊歌の導入は、ミンストレルの最初の否定しがたい黒人音楽の採用の跡を残した。これらの歌は、コール・アンド・リスポンスに大きく依存した反復的な構造の交唱として、比較的ありのままの本物の形で残っていた。黒人の一座はもっとも真正の霊歌を歌い、その間白人の会社は、ユーモラスな歌詞を挿入したり、宗教的なテーマを大農園のイメージに置き換えたりして、しばしばオールド・ダーキーを主役に添えた。霊歌（Jubilee）は、結局はプランテーションと同義になった。

## 遺産
ミンストレル・ショーは、黒人像を形成するのに強力な役割を果たした。しかし、熱烈な反黒人のプロパガンダとは異なり、ミンストレル・ショーはこれをうまく意図された温情主義の中に組み込むことによって、広く観衆の意にかなうものとして見せた。一方で黒人は、このステレオタイプを是認することが求められ、さもなければ白人に報復される危険があった。
ポピュラーなエンターテインメントは、1950年代になっても無教育で、いつも愉快で、とても音楽的な黒人の人種差別的なステレオタイプを保持し続けた。ミンストレル・ショーが素人の劇場以外ですべて死に絶えた時でさえ、ブラックフェイスのパフォーマーはヴォードヴィルの舞台や正規のドラマで普通に演じ始めた。これらのエンターテイナーは、親しみやすい歌、ダンス、偽の黒人方言を、しばしば古いミンストレル・ショーを思い起こさせるノスタルジックな身なりで使った。これらのパフォーマーで最も有名なのはおそらくアル・ジョルソンで、例えば「ジャズ・シンガー」（1927年）のような1920年代の映画にブラックフェイスで登場した。同様に、健全な漫画の時代が1920年代後半に始まった時、ウォルト・ディズニーなどの初期のアニメーターは、ミッキーマウス（既にブラックフェイス・パフォーマーに似ている）のようなキャラクターにミンストレル・ショーの個性を与えた。初期のミッキーは、絶え間なく歌って踊って微笑んでいる。ラジオ番組もこの中に加わり、その事実は人気のある「Amos 'n' Andy」の番組によって恐らくもっとも例証される。つい最近の1970年代半ばには、BBCが「 The Black and White Minstrel Show」を、ジョージ・ミッチェル・ミンストレルズを主役にしてテレビ放映した。ブラックフェイスのミンストレル・ショーができるのを助けた人種差別的な典型は今日まで持続している。ある者は、それはヒップホップ文化と映画の中にさえ当てはまると主張する。例えば、2000年のスパイク・リーの映画「Bamboozled」では、現代のブラック・エンターテインメントは、1世紀前にミンストレル・ショーがしたのと同じくらいアフリカ系アメリカ人文化を食い物にしていると主張されている。
それと同時に、アフリカ系アメリカ人俳優たちは、かつてのミンストレルによって規定されたものと同じ役柄にその先何年も制限され、それらを演じることで、役柄は白人の観衆にさらに信じられるものになった。一方では、これらの役柄はアフリカ系アメリカ人のパフォーマーにエンターテインメント産業を開放し、これらのステレオタイプを変更する最初の機会を彼らに与えた。 多くの有名な歌手と俳優が、黒人のミンストレル・ショーからキャリアをスタートさせた。W・C・ハンディ、マ・レイニー、ベッシー・スミス、エセル・ウォーターズ、バタービーンズ・アンド・スージーらがそうである。ラビッツ・フット・カンパニーはバラエティの一座で、もともとは1900年にアフリカ系アメリカ人のパット・チャッペルが創設し、 ミンストレルの伝統を利用して発展させ、それを更新して黒人音楽のスタイルを発達して広げるのを助けた。マ・レイニーとベッシー・スミスに加えて、ルイ・ジョーダン、ブラウニー・マギー、ルーファス・トーマスなどの後に「ザ・フッツ」で働いたミュージシャンたちがいて、会社は1950年後半まで巡業をしていた。その成功は、「Silas Green from New Orleans」のような他の巡業バラエティ一座にライバル視された。
アメリカのエンターテインメントのまさしくその構造こそは、ミンストレル・ショーの痕跡を持っている。ギャグと駄洒落の無限の連射は、マルクス兄弟やデヴィッドとジェリー・ザッカーの仕事に見られる。歌とギャグと「まやかし（hokum）」と戯曲のさまざまな構造は、ヴォードヴィル、バラエティ・ショー、「Hee Haw」のような現代のスケッチ・コメディのショー、またはより離れて、「サタデー・ナイト・ライブ」や「In Living Color」といったものに受け継がれた。かつてエンドマンがもたらした冗談は、「なぜ鶏は道路を渡ったか？」「なぜ消防士は赤いサスベンダーを着けているか？」など、今日でもまだ言われている。他の冗談は、現代のコメディアンのレパートリーの一部を形作った: 「昨日君に会った時一緒にいた女性は誰だい？　あれは女性じゃないよ…僕の妻だよ！」。スタンプ・スピーチ（街頭演説）は現代のスタンダップ・コメディの重要な先駆けであった。
その他のミンストレル・ショーの重大な遺産はその音楽である。「まやかし（hokum）のブルース」のジャンルは、色男役や娘役、単純な性向の奴隷役（時折「ルード」という田舎者の白人役として提示された）、そして司会者役さえもを、初期のブルースやカントリー音楽に持ち込んだのである。これらは「レイス・ミュージック」や「ヒルビリー」の録音物を媒体としてもたらされた。多くのミンストレルの曲は今はポピュラーなフォークソングである。そのほとんどはその誇張された黒人の方言とあからさまな黒人についての言及を抹消してきた。例えば「ディクシー」はアメリカ連合国の非公式な国歌として採用され、いまだにポピュラーである。バージニア州では1940年に「Carry Me Back to Old Virginny」を州歌として制定し、1997年に廃止されるまで歌い継がれていた。「ケンタッキーの我が家」は今もケンタッキー州の州歌として残っている。ミンストレル・ショーの楽器は特に南部で主に使用され続けた。アンクル・デイヴ・メーコンのようなショーの晩年からのミンストレルの役者たちは、バンジョーとフィドルを現代のカントリー音楽に普及させるのを助けた。そして黒人のダンスと音楽のスタイルをアメリカに紹介することによって、ミンストレルは初めて大規模に黒人文化を国にもたらしたのである。

## 脚註
1. ↑  Watkins, p. 82, シェークスピアの時代以降、オセロのキャラクターが黒くメイクした俳優によって伝統的に演じられたと断言している。
2. ↑  ルイス・ハラム（Lewis Hallam）が、1769年の『The Padlock』のステージで酔った黒人男性を演じた劇評に基づいて、ブラックフェイスで演じた最初の俳優として頻繁に引用される。コックレルと他の者のその後の研究はこの主張に異議を立てている。
3. ↑  Rourke, Constance (1931). American Humor: A Study of the National Character. Quoted in Watkins 83.
4. ↑  Cockrell 66.
5. ↑  Cockrell 148; Toll 10–1.
6. ↑  Cockrell 31–2.
7. ↑  Lott 75.
8. ↑  New Orleans Picayune. Quoted in Lott 41–3.
9. ↑  Lott 137–8.
10. ↑  Lott 155.
11. ↑  Cockrell 187, note 111.
12. ↑  Cockrell 146.
13. ↑  Lott 143–8.
14. ↑  Cockrell 152.
15. ↑  New York Herald, 1843年2月6日付。 Quoted in Cockrell 151.
16. ↑  Toll 219.
17. ↑  Toll 66.
18. ↑  Cockrell 147, 154.
19. 1 2  Toll 81.
20. 1 2  Watkins 93.
21. ↑  Toll 85.
22. ↑  Lott 211–33.
23. ↑  Lott 150–2.
24. ↑  Lott 90.
25. ↑  Lott 38.
26. ↑  Toll 104–5.
27. ↑  Toll 162–3. 補足すると、partyが政党とパーティの両方をかけている
28. 1 2  Watkins 91.
29. ↑  Toll 109–112.
30. ↑  Toll 117.
31. ↑  Watkins 98.
32. ↑  Toll 142.
33. ↑  Toll 152–4.
34. ↑  Toll 181–3.
35. ↑  Toll 126.
36. ↑  Watkins 103.
37. ↑  Remarkable CDV of Japanese Tommy in Drag, ca 1866Cowan's, 02/20/2020
38. ↑  "Haunted City Three Centuries of Racial Impersonation in Philadelphia" Christian DuComb. University of Michigan Press. 2017 p113
39. 1 2  CDV Japanese Tommy with Cane, ca 1866, Japanese Tommy with CaneBarneby's, 2020-02-21
40. ↑  日本人の顔の黒きを嘲る風刺画　白紳士、おい黒奴ここへおいで、黒紳士、私はこれでも日本人よ『万延元年遣米使節図録』 田中一貞、1920
41. ↑  Toll 197–8.
42. ↑  Playbill, "Seven Slaves Just From Alabama", マサチューセッツ州スプリングフィールド、1857年5月7日. Quoted in Toll 198–99.
43. ↑  Toll 201.
44. ↑  New York Clipper, 1879年9月6日付. Quoted in Toll 205.
45. ↑  Toll 200.
46. ↑  Watkins 109–110.
47. ↑  Watkins 114–7.
48. ↑  Toll 220.
49. ↑  Toll 223.
50. ↑  Watkins 109.
51. ↑  Toll 236–7.
52. ↑  Toll 239–40.
53. ↑  Toll 245.
54. ↑  Toll 227.
55. ↑  Toll 258.
56. 1 2  Watkins 124–9.
57. ↑  Toll 258–9.
58. ↑  Toll 226.
59. ↑  Watkins 125.
60. ↑  Watkins 112.
61. ↑  Toll 161.
62. 1 2  Watkins 92.
63. ↑  Watkins 94.
64. ↑  Toll 57.
65. ↑  "Jim Crow", sheet music. Quoted in Nathan 55.
66. ↑  Cockrell 55.
67. ↑  Virginia Serenaders (1844). "Lubly Fan Will You Come Out?", sheet music. Quoted in Toll 67.
68. ↑  Toll 67.
69. ↑  "Wheel about and turn about and do jus' so/Eb'ry time I wheel about I jump Jim Crow." 英語版より。
70. ↑  Toll 69–70.
71. ↑  Toll 63, note 63.
72. ↑  Paskman.
73. ↑  Toll 53.
74. ↑  Toll 78–9.
75. ↑  Toll 74.
76. ↑  Toll 79.
77. ↑  Toll 144.
78. ↑  Toll 140.
79. ↑  Lott 166.
80. ↑  Toll 68–9.
81. ↑  Toll 118–9.
82. ↑  Toll 166, 168.
83. ↑  Toll 172.
84. ↑  Toll 176.
85. ↑  Toll 174.
86. ↑  Cockrell 86–7.
87. ↑  Sullivan 25–6.
88. ↑  Watkins 116.
89. ↑  Lott 41, 94.
90. ↑  Cockrell 80.
91. ↑  Lott 94.
92. ↑  ボーンズ（bones）に関する文学の多くが、それらの「プリミティブさ」についての自民族中心主義的な考えのために、それらをアフリカの楽器であると仮定しているが、歴史学的、音楽学的証拠は、北米のボーンズはヨーロッパ起源であることを支持している。See Beth Lenz' thesis, The Bones in the United States: History and Performance Practice. M. A. Thesis, University of Michigan, 1989, and articles in The Rhythm Bones Player, the official publication of the Rhythm Bones Society.
93. ↑  Lott 101–3.
94. ↑  Watkins 82.
95. ↑  1841年3月18日. Playbill, Bowery Theatre. Quoted in Cockrell 148.
96. ↑  Cockrell 156.
97. ↑  1847年10月9日、エチオピアン・セレナーダーズについての記述。Quoted in Lott 153.
98. ↑  Toll 50–1.
99. ↑  Lott 39.
100. ↑  Toll 43.
101. ↑  タップダンスのテクニックの一つ
102. ↑  Blesh, Rudi, and Janis, Harriet. Unpublished notes. Quoted in Stearns, Marshall and Jean (1968). Jazz Dance, 50-55. Quoted later in Toll 44.
103. ↑  Kemble, Fanny. Quoted in Lott 115–6.
104. ↑  Toll 244.
105. ↑  Toll 119.
106. ↑  Watkins 100.
107. ↑  Sacks and Sacks 158.
108. ↑  Stark 72.
109. ↑  Jackson 47.
110. ↑  Toll 196.
111. ↑  http://etd.lib.fsu.edu/theses/available/etd-03312006-171940/unrestricted/pds_dissertation.pdf
112. ↑  Paul Oliver, The Story of the Blues, 1972, ISBN 0-14-00-3509-5
113. ↑  Malone and Stricklin 26.
114. ↑  チキンジョークと呼ばれる。最も有名な答えは、「道の向こう側に渡ろうとしたため」、「ズボンが落ちないようにするため」
115. ↑  Marc 28.
116. ↑   www.50states.com. 現在は"Our Great Virginia"が2代目の州歌として制定されている。
117. ↑  Watkins 106.